# カーマンに指令を 龍虎の拳・外伝
『カーマンに指令を 龍虎の拳・外伝』（カーマンにしれいを りゅうこのけんがいでん）は、SNKの 格闘ゲーム『ART OF FIGHTING 龍虎の拳 外伝』を原案とした天獅子悦也 による日本の漫画。『月刊コミックゲーメスト』に1996年9月号から1997年1月号まで連載された。単行本は全1巻（1997年）。
巻末にはエピローグに当たる短編漫画『ロマーリオの幸福』（『コミックゲーメスト』1997年2月号掲載）が収録されており、1957年のイタリア（ミラノ）を舞台に、若き日のタクマ・サカザキとガルシア夫婦、執事のロマーリオが登場する。

## 概要
前作までの主人公はリョウ・サカザキであり、ロバート・ガルシアはライバルであった。『龍虎の拳外伝』では、両者の立ち位置が入れ替わっている。本作品ではそれを踏襲し、主人公はロバートでありつつ、その跡をカーマン・コールが追跡する、という形式をとっており、実質的には進行役のカーマンが主役となっている。
前作までは原作ゲームに登場する選択可能な全キャラクターが漫画にも登場していたが、本作では一部のキャラクターが登場しない。また、原作ゲームと同様にギース・ハワードは登場しない。
ロバートは前作からの成長著しく、龍虎乱舞を会得して使いこなしている。

## ストーリー
1980年。アメリカ合衆国にあるサウスタウン。ガルシア家の後継者ロバート・ガルシアに、その資格があるかどうか？ それを図るため、イタリアの調査部からカーマン・コールが派遣されてきた。リョウ・サカザキの重い口を開かせ、追跡を開始するカーマン。ロバートが向かったのは、グラスヒル・ヴァレイだという。
途中の町で、「昨夜、ロバートがフレア・ローレンスという若い女性を巡り、2人組の賞金稼ぎともめ事を起こした」と知ったカーマンは、新たな手掛かりを求め、彼らを問い詰める。ロバートは既に先行していた。賞金稼ぎのロディは昨夜のロバートとの乱闘で負傷しており、相棒のレニィもカーマンの敵ではなかった。相手の女性の名はフレア・ローレンスといい、依頼人はワイラー、と聞かされ、その場を後にするカーマン。
辿り着いたグラスヒル・ヴァレイで彼が見たものは、「ワイラーの宝物」と呼ばれる植物の花畑であった。古代遺跡から種子が発掘されたその植物は、砂漠でもジャングルでも栽培可能な驚異的な繁殖力・適応力を持ち、穀物や芋の代用品、あるいはバイオ燃料の原料として大きな可能性を秘めた夢のようなものである。しかし、それを作り出した古代人は滅びた。それはその植物が麻薬性やアポトーシスに異変を引き起こす可能性をも秘めていたからである。
その植物を研究していたフレアの父が、共同研究者であったワイラーの父を裏切り研究資料を持って逃走したのは、かつての古代文明の過ちを繰り返さないためであった。しかし、ワイラーは父から研究を引き継ぎ、アポトーシスの異変による生物の凶暴化・巨大化をコントロールするための動物実験を繰り返し、シンクレアという部下を使って人体実験まで行っていた。
フレアの救出に成功したカーマンだったが、植物の実験でサーベルタイガーのような姿に進化した巨大イエネコと戦い、巨大ネコを高電圧に突っ込ませて倒すものの肩を負傷する。ロバートとワイラーには追いついたが、ワイラーは父の墓の前で自らにアンプルを使用。巨体となってロバートに襲いかかる。苦痛をものともせず怪力で押してくるワイラーに龍虎乱舞が炸裂。投薬効果が切れたワイラーは幼児退行現象を起こしてしまう。
ロバートは、「ワイラーの宝物」を放置すればやがてワイラーの生み出した麻薬が容易に復元されうることを察知し、一帯を買い取ることを「新事業」として打ち立てる。金銭的利益は生み出さず、経費ばかりかかるが、「ワイラーの宝物」の繁殖力を考えれば、悲劇を繰り返さないためには他に方法がなかった。カーマンはロバートをガルシア家の後継者と認め、その直属の部下として名乗りでた。

## 登場人物
カーマン・コール
ガルシア財団の保安セクションに身を置く調査員で、格闘技の達人。
ロバートの後継者としての資質を問うため、イタリアから派遣されてきた。
ロバート・ガルシア
ガルシア家の御曹司で極限流空手の師範代。実際に登場するのは第5話（最終話）のみ。
本作では龍虎乱舞を使用している。
リョウ・サカザキ
ロバートの親友でライバル。極限流空手の師範代。第1話のみ登場。
ユリ・サカザキ
リョウの妹でロバートの恋人。第1話のみ登場。
原作ゲームではリョウに同行し、ワイラー戦でロバートをかばって戦う姿勢を見せた。
フレア・ローレンス
第4 - 5話に登場。「ワイラーの宝物」と呼ばれる植物の発見者の娘。
不破刃
第1話に登場。巨体の如月流忍者。原作ゲームとは違い、短刀を使用する。影に潜んでリョウを尾行した。カーマン、リョウの両者から軽くあしらわれた。
ロディ・バーツ
第2話に登場。トンファーを使う賞金稼ぎ。ワイラーの依頼でフレアを探していた。ロバートに叩きのめされ、フレアを奪回される。翌日、カーマンと戦う羽目に陥る。
レニィ・クレストン
第2話に登場。ロディの相棒で、鞭使いの女性。ロディを助けに戻ったが、カーマンに動きを封じられた。
シンクレア
第3話に登場。ワイラーの部下で、曲刀使いの女性。自らの身体を人体実験に使ったことで既に余命いくばくもないが、投薬の際は人間離れした技を発揮する。
ワイラー
第5話に登場。植物の実験を行っていた。
自ら薬を使用し、巨体化。怪力と超回復にものをいわせてロバートを追い詰めたが、龍虎乱舞を受け、さらに薬の効果が切れたため知能が幼児退行を起こした。

## ロマーリオの幸福
『ロマーリオの幸福』（ロマーリオのこうふく）は、『龍虎の拳』シリーズを基にした天獅子悦也 による日本の短編漫画。『月刊コミックゲーメスト』1997年2月号に掲載された。

### ストーリー
イタリアへ向かう飛行機に消える、ロバートとユリ。それを見送るガルシア家の執事・ロマーリオ。彼の目に映るユリの黒髪は、かつて仕えた女性を連想させた。
1945年4月。イタリアの山中では、反ムッソリーニ派のパルチザンが戦っていた。分隊長はロマーリオ、部下にはアルベルトという17歳の青年と、マルコという男性の他、数人がいた。分隊は追い詰められており、マルコはドイツ軍への投降を提案するが、理想に燃えるロマーリオは却下。一方、アルベルトはロマーリオの持つ写真の女性に惹かれていた。カタリナという女性で、貴族のお嬢様だという。ロマーリオは、従軍前はそこで運転手をしていたのだった。彼は秘めた恋を現実のものとすべく、再会を期してミラノ解放のためにパルチザンに身を投じていた。アルベルトとの語らいは、峠からの砲声に破られた。見張りに立たせたマルコが裏切ったのだ。ロマーリオは接近してきたドイツ兵をスチレット格闘術で倒すが、アルベルトを庇い、至近弾により負傷する。ロマーリオは分隊に撤退を命じた。アルベルトはロマーリオに呼びかけたが、仲間に腕を両脇から抱えられ、戦地を後にする。「もはやこれまで」と観念したロマーリオだったが、ドイツ軍の陣地に米英の連合軍が攻撃を開始。九死に一生を得、彼はローマへ移送された。
12年後。アルベルトは花束を手に、共を連れて若い女性を訪問した。連れの男性は黒髪の日本人で空手の達人、タクマ・サカザキ。若い女性は、ロマーリオの主家の令嬢・カタリナであった。クルマで市街地に乗り込み、散歩を楽しむ2人。ボディガードのタクマは、「街の中は人目があり、襲われないだろう」と判断し、停めてあるクルマに戻る。そこには3人のチンピラがブレーキに細工しようとしていた。タクマが止めるより早く、ステッキの男性がチンピラ2人を薙ぎ倒す。腕は確かだが、背中に負傷している…そう見てとったタクマは、助太刀を宣言。3人目を虎煌拳で打ち倒した。そこへアルベルトとカタリナが帰ってくる。ステッキの男性は、ロマーリオだった。彼は陰から彼女を見守っていたのだ。
アルベルトを狙ったのはマフィアだった。父親の運送会社を拡張したため、ライバル会社の恨みを買っていたのである。若い二人をこれ以上危険な目を合わせたくない、そう思ったロマーリオは、単身敵地に乗り込もうとする。彼は背中を痛めて以来、男としての幸せを追求することをやめていたのだった。同行するタクマは、ロマーリオの口ぶりからそれを察する。
事務所のドアを素足で蹴破り、乱入したタクマは、瞬く間に2人をノックダウン。3人目は帽子立てを振りかざし襲ってきたが、暫烈拳で棒ごとへし折り叩きのめした。混乱し奥へ逃げるマフィアを追うタクマ。その通った後には、破壊された壁と破られた窓があり、窓からはマフィアが放り出されていた。やがて辿り着いたオフィスでは、ボスが銃を構えていた。怯える様子もなくボスを見つめるタクマ。別のドアからロマーリオが現れ、ボスに「マルコ」と呼びかける。死んだはずの、かつての分隊長の姿を見て驚愕した隙を突き、タクマは接近して銃を無力化した。12年前の裏切りを公開する、と告げ、アルベルトから手を引かせるロマーリオ。マフィアのドンは愛国者であり、売国奴と知れたらただでは済まなかった。
タクマは騒動の責任を取り、アルベルトが追求されないよう逐電。別れ際に、ロマーリオに対して「ガルシア家に新設される保安セクションの座を譲る」と申し出た。こうしてロマーリオはカタリナに再び仕えることとなり、その生涯を見守ることに幸せを感じるのだった。
空港でロバートとユリの乗った飛行機を見ながら、ロマーリオは回想から戻った。2人を見守った半生は幸福だった。それは傍らのカーマンも、やがて理解するだろう、ロバートとユリを見守ることで。

### 登場人物
ロマーリオ
本作の主人公。現代ではガルシア家の執事。『カーマンに指令を』第1話および前作『龍虎の拳2』（第1巻89頁他）にも登場している。
1945年当時は22歳でパルチザンの分隊長、それ以前はカタリナの運転手だった。シチリア出身で、シチリア式スチレット格闘術を使う。カタリナへの恋を秘めている。
部下のマルコの裏切りで背中を負傷、分隊を離反する。12年後、ミラノでカタリナと再会するが、すでに彼女はアルベルトにプロポーズされていた。
アルベルト・ガルシア
1945年当時はロマーリオの部下で17歳。父親が運送会社を運営していた。
戦後は父の事業を拡大し、12年後には妬まれるほどの大会社になっていた。なお、苗字が明らかになるのは、ロマーリオとタクマがマフィアに殴り込んだ時である。後にロバートの父親となる。
原作ゲームでは名前の読みが「アルバート」だが、本作では「アルベルト」という表記で統一されている。
カタリナ
深窓の令嬢で貴族。しかし戦後は共和制に移行しており、父親の領地を継ぐことができなかった。
ロマーリオが連合軍に助けられ、ローマで治療されたところまでは知っていた。彼を家族のように思っており、その無事を確認するまでアルベルトのプロポーズに応えなかった。ロバートの母親になる女性。
原作ゲームでの名前は「シェリー」で、ゲーム本編では登場せず設定のみ存在する。
タクマ・サカザキ
一宿一飯の恩により、アルベルトのボディガードを務めている。1957年当時、アルベルトから17歳くらいと見られていた。
顔や服装は息子のリョウに似ており、上着の袖も破れてノースリーブ状態となっている。足元も下駄であった。ただし、腕にはリストバンドではなくバンテージを巻いている。なお、荷物は風呂敷に包んで持ち歩いている。
虎煌拳と暫烈拳をマスターしており、マフィア10人を瞬く間に叩きのめした。
マルコ
1945年当時パルチザンでロマーリオの部下だった男。戦争に倦み、味方を裏切ってドイツ軍に寝返る。
12年後はマフィアのボスとなっており、アルベルトの命を狙う（アルベルトの聞き込んだところによると、依頼人はライバル会社だという）。
ロマーリオに「戦時中の裏切りを公表する」と告げられ、アルベルトから手を引く羽目になる。シチリアのドンが愛国者であるため、この脅しは有効だった。

## 書誌情報
- 天獅子悦也『カーマンに指令を 龍虎の拳・外伝』 新声社〈ゲーメストコミックス〉、全1巻
  1. 1997年2月発売、ISBN 978-4881993286

2025年4月に復刊ドットコムより電子書籍版が発売。巻末に作者の天獅子悦也と『餓狼伝説 City of the Wolves』チーフプロデューサーの小田泰之のインタビューが収録されている。